# Eto bylo u morja
Eto bylo u morja (russisk: Это было у моря) er en sovjetisk spillefilm fra 1989 af Ajan Sjakhmalijeva.

## Medvirkende
- Nina Ruslanova som Zoja Grigorjevna
- Svetlana Kryuchkova som Iraida Kuzminitjna
- Nika Turbina som Sveta Dzigutova
- Yekaterina Politova som Ilona Sergejeva
- Daniil Mishin